# Кирик Леонід Миколайович
Леонід Миколайович Кирик (? — ?) — український радянський діяч, 1-й секретар Обухівського і Білоцерківського райкомів КПУ Київської області. Кандидат у члени ЦК КПУ в лютому 1976 — лютому 1981 року.

## Біографія
Освіта вища. Член КПРС з 1961 року.
З грудня 1966 року —  2-й секретар Рокитнянського районного комітету КПУ Київської області.
У жовтні 1972 — 1975 року — 1-й секретар Обухівського районного комітету КПУ Київської області.
У 1975—1977 роках — 1-й секретар Білоцерківського районного комітету КПУ Київської області. Звільнений від обов'язків 1-го секретаря райкому «із суворою доганою».
На 1984 рік — секретар партійної організації Міністерства сільського господарства Української РСР.

## Нагороди
- орден Трудового Червоного Прапора (1973)
- ордени
- медалі